# The Weakest Link (Великобритания)
The Weakest Link (с англ. — «Самое слабое звено») — британская телеигра, выходившая на телеканалах BBC One и BBC Two с 2000 по 2012 год. Авторами игры были Финтен Койл и Кэти Даннинг, работавшие в отделе развлекательных программ BBC. Ведущей шоу была Энн Робинсон, закадровый голос игры — Джон Бриггс. В апреле 2011 года Робинсон объявила, что не собирается продлевать контракт с передачей, поскольку отработала дольше положенного срока. Последний выпуск перед большим перерывом вышел 31 марта 2012: всего за 13 сезонов игры было отснято 1693 выпуска. Повторы идут на канале BBC Two и BBC Entertainment. 17 ноября 2017 года вышел специальный выпуск, посвященный "Children in Need".
C 18 декабря 2021 года игра выходит на канале BBC One с новым ведущим Ромешем Ранганатаном.

## Правила
Команда из девяти человек отвечает по очереди на вопросы ведущего: цель раунда — построить в отведённое время цепочку правильных ответов и отправить в банк максимально возможную сумму. В случае неверного ответа цепь разрывается, и набранная сумма теряется. Перед вопросом игрок может отправить уже имеющуюся сумму в цепочке в банк (Произносит слово «Банк!») и сохранить деньги, но цепь придётся строить заново. Игрок может отправлять в банк сумму неограниченное число раз, пополняя её от раунда к раунду.
Как только время раунда истекает, деньги из текущей цепочки, не отправленные в банк, теряются: в случае, если ведущая не успевает задать или завершить вопрос или же игрок не успевает дать ответ, то вопрос и ответ не засчитываются. Раунд может закончиться досрочно, если команда достигает заветной суммы, и следующий игрок отправляет её в банк.
После окончания раунда путём голосования игроки исключают одного человека из своего состава. С каждым следующим раундом отведённое на вопросы и ответы время сокращается на 10 секунд, а участникам приходится исключать кого-то из игры. Отправленные в банк в каждом раунде деньги суммируются. Когда остаются два человека, они играют по стандартным правилам предыдущих раундов, имея в распоряжении 90 секунд: на этот раз они могут заработать сумму втрое больше цены вопроса. Она прибавится к банку игры и будет разыграна в самом конце по правилам футбольных послематчевых пенальти: только один человек сможет забрать эту сумму.
До 2017 года в первом раунде первый вопрос задаётся игроку, чьё имя первое по алфавиту. В каждом следующем раунде вопросы задаются «самому сильному звену» — игроку, давшему наибольшее количество верных ответов. Если по итогам предыдущего раунда «сильное звено» выбыло, вопросы задаются игроку, занявшему второе место по числу верных ответов (в русской версии вопрос задавался игроку, чьё имя первое по алфавиту). С 2021 года игрока, начинающего первый раунд, выбирает сам ведущий.

### Денежное дерево
Каждый вопрос стоит определённую сумму денег: если после верного ответа на вопрос игрок говорит «банк», то стоимость предыдущего вопроса отправляется в банк. Ниже приводятся варианты денежных деревьев для разных форматов шоу:
| Номер вопроса | Дневные выпуски | Лига Чемпионов | Лига Чемпионов | Выпуски в прайм-тайм | 2017   | с 2021 года | с 2021 года | с 2021 года | с 2021 года |
| Номер вопроса | Дневные выпуски | Версия 1       | Версия 2       | Выпуски в прайм-тайм | 2017   | 1–2         | 3–4         | 5–6         | 7           |
| ------------- | --------------- | -------------- | -------------- | -------------------- | ------ | ----------- | ----------- | ----------- | ----------- |
| 9             | £1,000          | -              | -              | £5,000               | -      | -           | -           | -           | -           |
| 8             | £800            | £2,500         | -              | £4,000               | N/A    | £2,500      | £5,000      | £7,500      | £10,000     |
| 7             | £600            | £2,000         | £2,500         | £3,000               | £2,500 | £1,500      | £2,500      | £5,000      | £7,500      |
| 6             | £450            | £1,500         | £1,750         | £2,250               | £1,500 | £1,000      | £1,500      | £2,500      | £5,000      |
| 5             | £300            | £1,000         | £1,000         | £1,500               | £500   | £750        | £1,000      | £1,500      | £2,500      |
| 4             | £200            | £500           | £500           | £1,000               | £250   | £500        | £750        | £1,000      | £1,500      |
| 3             | £100            | £200           | £250           | £500                 | £100   | £250        | £500        | £750        | £1,000      |
| 2             | £50             | £100           | £100           | £250                 | £50    | £100        | £250        | £500        | £500        |
| 1             | £20             | £50            | £50            | £100                 | £20    | £50         | £100        | £250        | £250        |

### Голосование
По окончании каждого раунда один из игроков покидает игру ни с чем путём голосования игроков. Об этом объявляет ведущая, задавая провокационные риторические вопросы по поводу того, кто покинет игру. О том, кто является «сильным» и «слабым звеньями», знают только телезрители (об этом сообщает Джули Хесмондал, находящаяся за кадром). Игроки, работающие в команде и зарабатывающие вместе деньги для банка, в момент голосования вынуждены поступиться своими принципами. Обычно игроки убирают самых слабых противников, но нередки случаи, когда они специально голосуют против сильных, опасаясь, что те выиграют главный приз. После объявления итогов голосования ведущий опрашивает некоторых игроков, пытаясь выяснить причины подобных голосов. Выбывающему он сообщает: «Вы самое слабое звено. Прощайте!» (англ. You are the weakest link. Goodbye!). Проигравший уходит с площадки. В случае ничьи по голосованию «самое сильное звено» решает, кто должен покинуть игру. Как правило, исключется тот, кто объявлен слабым звеном, но в редких случаях при желании мнение изменяется.

### Последний этап

#### Предпоследний раунд
Последние два игрока играют по тем же правилам, но с оговоркой: выигрыш будет увеличиваться вдвое по сравнению с предыдущими раундами. Заработанная сумма прибавится к банку игры и будет разыграна в самом конце. Никто не выбывает на этом этапе.

#### Последний раунд
В последнем раунде два участника играют по правилам футбольной серии пенальти: у каждого есть по пять вопросов. Сильное звено определяет того, кто первым отвечает на вопросы. Победит тот, у кого будет дано больше правильных ответов: раунд может закончиться досрочно, если один из игроков, дав ответ, или не позволит себя теоретически догнать, или потеряет теоретические шансы на победу. В случае ничьи игра продолжается до первой ошибки и закончится, если один игрок даст правильный ответ, а второй ошибётся (в случае обоюдных правильных или неправильных ответов раунд продолжается).
Победитель получит всю сумму, заработанную в игре: проигравший не получит ничего, как и предыдущие игроки. В дневных выпусках игрок может заработать до 10 тысяч фунтов стерлингов, а в прайм-тайм — до 50 тысяч фунтов стерлингов (такая же сумма ставится в игре со звёздами, но идёт на благотворительные цели).

## Известные выпуски и варианты игры
- После успеха игры на BBC Two, выходившей днём, прайм-тайм выпуски стали выходить на BBC One по средам вечером.
- Некоторое время выходили выпуски «The Weakest Link: Champions League» (с англ. — «Самое слабое звено: Лига чемпионов») — победители предыдущих восьми дневных выпусков боролись за удвоенный максимальный приз в 20 тысяч фунтов стерлингов. Освещение было немного другим, были добавлены электронные подиумы, к тому же на шоу присутствовали зрители. Формат оказался непопулярным.
- Число игроков сократили до семи в последующих выпусках, сократив хронометраж игры до 30 минут, денежное дерево поменялось для семи игроков.
- В версии игры с семью участниками снова изменили студию, добавив два подиума, а максимальный приз составлял уже 50 тысяч фунтов стерлингов. Изначально там играли обычные люди, но после роста популярности прайм-тайм выпусков в передаче за эту сумму стали бороться знаменитости. Несмотря на предигровые слова о том, что проигравшие не получают ничего, в специальных выпусках приглашённые звёзды получали гонорар и передавали его на благотворительные цели. Также выходили специальные выпуски в преддверии Рождества.
- В некоторых случаях за одним игровым столом стояли сразу два игрока, которые могли совещаться, а иногда выходили выпуски сразу с парами знаменитостей. Многие из игроков появлялись несколько раз в выпусках.
- Был отснят выпуск игры с участием кукл-маппетов: на месте ведущей была также кукла. В том выпуске принимали участие 12 кукл, выигрыш шёл на благотворительные цели.
- 1 апреля 2003 на День смеха по телевидению показали выпуск, в котором Робинсон сменила чёрный наряд на розовый и вела себя немного мягче, но при этом сохранила основную манеру ведения игры и после окончания назвала всех участников глупыми.
- В 1000-м выпуске игры присутствовали телезрители, среди которых были известные участники предыдущих выпусков. Соревновались лучшие игроки по версии телезрителей, а на кону стояло 10 тысяч фунтов стерлингов. Первый победитель игры, Дэвид Блумфилд, при ответе на вопрос «Сколько всего игроков приняло участие в 1000 выпусках передачи при 9 игроках в каждом выпуске?» (англ.  If there have been a thousand episodes of The Weakest Link, each with nine players, how many contestants in total have appeared on the show?) сначала положил деньги в банк и только потом дал верный ответ (9 тысяч). В третьем раунде его, несмотря на статус «сильного звена», выбили из игры. В финале соревновались Бэзил Браш и Мисс Эванс (участница специального выпуска с участием женщин): Эванс выиграла 2710 фунтов стерлингов, но при этом поделила выигрыш с финалистом. Робинсон лично добавила к банку игры ещё 1000 фунтов стерлингов, и тем самым общий банк составил 3710 фунтов стерлингов, а выигрыш каждого участника — 1855 фунтов стерлингов. Первый раз за все выпуски Энн Робинсон не сказала проигравшему: «Вы уходите ни с чем».
- В одном из выпусков шоу участвовали герои телесериала «Доктор Кто»: игру начал Дроид Энн (присутствовал в одной из серий телесериала в 2005 году), но после его вступительной фразы на площадке появилась Энн, выдернув шнур из Дроида, и заявила «Я так не думаю! Начнём сначала!». Заявление Энн сопровождалось смехом аудитории[2].
- С 9 по 13 августа 2010 на BBC One к 10-летию игры показали пять лучших выпусков.
- С 2021 года количество участников уменьшилось до восьми. Полностью переделано графическое оформление, была разработана новая студия, а также в качестве музыкального оформления используются обновлённые саундтреки, написанные оригинальным композитором Полом Фаррером. Правила игры также претерпели небольшие изменения: теперь максимальный приз за раунд варьируется от £2,500 до £10,000 по ходу игры.

## Пародии
- В одной из серий телесериала «Доктор Кто», вышедшей в 2005 году, было показано шоу образца 2010 года: в игре было шесть участников, а на месте ведущего был Дроид Энн (его озвучивала сама Энн Робинсон): он в буквальном смысле уничтожал проигравших (хотя позднее выяснилось, что он отправлял их на корабль далеков).
- В одной из серий телесериала «Моя Семья», вышедшей в 2007 году, вся семья Харперов — главных героев — играла в шоу.
- В скетч-шоу Эти Митчелл и Уэбб выглядят была показана пародия на шоу под названием «Дыра в кольце» (англ. Hole in the Ring): Уэбб играл роль ведущего-гомосексуалиста, который ещё и неправильно зачитывал вопросы.

## Перерыв 2012 — 2017
31 марта 2012 Энн Робинсон провела последний выпуск под названием «Вы самое слабое звено — прощайте». Съёмки состоялись 11 декабря 2011. Выпуск стал 1693-м по счёту: отличался от всех только финалом. В игре приняли участие известные игроки минувших лет: на шоу не было зрителей, денежное дерево не менялось. Первый раунд был посвящён преимущественно игре как таковой. Последний вопрос прозвучал следующим образом: «Если римскую цифру X поделить пополам, каким будет ответ в римской системе счисления?» (V). Победу одержал Арчи Бланд, редактор субботних выпусков газеты The Independent. В конце игры были показаны лучшие моменты, а после прощания в студии погас свет (Робинсон осталась одна там). Место игры «The Weakest Link» заняло шоу Pointles с актёром-комиком Александром Армстронгом.
Однако 17 ноября 2017 программа вернулась на экраны: на BBC Two был показан специальный благотворительный выпуск, выигрыш в котором отправлялся детскому фонду «The Children In Need». В 2018 году ожидалось, что шоу снова будет выходить на постоянной основе по субботам вечером.

## Успех
Главный вклад в успех шоу внесла его ведущая Энн Робинсон: она уже прославилась на телевидении благодаря программе «Watchdog», в которой неоднократно проявляла свой сарказм. Отличительной особенностью Энн также стали фирменные насмешки по окончании каждого раунда, а также язвительные замечания по поводу глупых игроков и даже всей команды, когда она не успевала заработать максимальную сумму. Фраза «Вы самое слабое звено — прощайте!» стала крылатой и появилась во многих международных версиях шоу.
В игре присутствовали элементы реалити-шоу «Большой брат» и Who Wants to Be a Millionaire?, что позволило программе выделиться и отличиться среди многих игровых шоу: открытые конфликты между игроками и харизматичная ведущая. Осенью 2001 года впервые игра догнала по популярности легендарную «Who Wants to Be a Millionaire?», хотя викторина, в которой велась борьба за миллион, всё-таки удерживала позицию лидера (её смотрели 10,2 млн человек против 3,8 млн человек у «The Weakest Link»).

## Международные версии
Версии шоу также выходили в эфир в России (Слабое звено), Португалии (O Elo Mais Fraco), Израиле (החוליה החלשה), Венгрии (A Leggyengébb Láncszem), Грузии (სუსტი რგოლი), Китае (智者为王), Азербайджане (Zəif Bənd), Армении (Թույլ Օղակ), Сербии (Najslabija Karika), Испании (El Rival Más Débil), Греции (Ο Πιο Αδύναμος Κρίκος), Турции (En Zayif Halka), Ирландии (Weakest Link), Польше (Najsłabsze Ogniwo), Индии (Kamzor Kadii Kaun), Италии (Anello Debole), Чехии (Nejslabší! Máte Padáka!), Финляндии (Heikoin Lenkki), Франции (Le Maillon Faible), Австралии (Weakest Link), США (Weakest Link), ЮАР (Weakest Link), Кипре (Ο Πιο Αδύναμος Κρίκος), Мексике (El Rival Más Débil), Великобритании (Weakest Link), Дании (Det Svageste Led), Норвегии (Det Svakeste Ledd), Сингапуре (智者生存 (На Китайском), Weakest Link (На Английском)), Хорватии (Najskabija Karika), Германии (Der Schwächste Fliegt!), Чили (El Rival Más Débil), Гонконге (一筆OUT消), Японии (Weakest Link), Северной Македонии (Нajcлаба Алка), Нидерландах (De Zwakste Shakel), Бельгии (De Zwakste Shakel), Филиппинах (Weakest Link), Румынии (Lantul Slabiciunilor), Словении (Najšibkejši Člen), Швеции (Svagaste Länken), Таиланде (Weakest Link เกมกำจัดจุดอ่อน), Эстонии (Nõrgim Lüli), Тайване (Weakest Link 智者生存), Новой Зеландии (Weakest Link) и в Саудовской Аравии(الحلقة الأضعف). В большинстве случаев ведущими были женщины.